# Пермский экономический форум
Пермский экономический форум  — ежегодное мероприятие в экономической сфере, проводившееся в Пермском крае с 2005 по 2012 год. Целью форума являлось привлечение интеллектуальной элиты для поиска решений социально-экономических проблем региона.
Участники форума ценили его за возможность открытого общения и обмена идеями.

## I ПЭФ (2005 год)
Первый Пермский экономический форум прошёл в 2005 году и был посвящён теме «Налоги и экономический рост в регионах России». В результате обсуждения вариантов привлечения инвестиций с 2006 года в Пермском крае впервые в России введена четырёхпроцентная льгота по налогу на прибыль (снижение ставки налога в пределах разрешённых Налоговым кодексом — с 24 % до 20 %). Заявлена готовность региона при согласии федерального центра провести эксперимент по уплате подоходного налога по месту жительства граждан. Соорганизатором форума выступило Министерство финансов России.

## II ПЭФ (2006 год)
Второй Пермский экономический форум состоялся в 2006 году и был посвящён теме «Феномен новой экономики: макроэкономические и налоговые факторы роста». Партнёром форума выступила ежедневная деловая газета «Ведомости». На форуме участники сформулировали общее понимание термина «новая экономика» и роль региональных властей в ее развитии. Основные докладчики:
- Ольга Дергунова, президент Microsoft в России и странах СНГ;
- Антон Данилов-Данильян, председатель комитета по инвестиционной политике ТПП России;
- Дмитрий Зеленин, губернатор Тверской области;
- Анатолий Карачинский, президент группы компаний IBS;
- Андреей Клепач, директор департамента макроэкономического прогнозирования Министерства экономического развития и торговли;
- Сергей Новиков, руководитель федеральной службы по тарифам;
- Борис Титов, председатель общероссийской общественной организации «Деловая Россия»;
- Андрей Шаронов, заместитель министра экономического развития и торговли;
- Сергей Шаталов, заместитель министра финансов.

## III ПЭФ (2007 год)
Третий Пермский экономический форум состоялся в 2007 году и был посвящён теме «Стратегемы экономического прорыва: макроэкономические и налоговые факторы успеха». Партнером форума выступило рейтинговое агентство «Эксперт РА». Основной темой в обсуждениях стали пути превращения региона в точку роста, возможности для привлечения бизнеса и мотивация людей жить в регионе.. Была предложена стратегия «хромого верблюда»: если таковой стремится прийти к финишу первым, он раньше других должен знать, куда повернет караван. Управление регионом сравнивалось с управлением кораблем, на котором нет совершенных приборов. Основные докладчики:
- Андрей Белоусов, заместитель министра экономического развития и торговли Российской Федерации;
- Николай Брусникин, первый заместитель председателя правления ОАО «Российские коммунальные системы»;
- Максим Быстров, заместитель руководителя Федерального агентства по особым экономическим зонам;
- Евгений Гавриленков, управляющий директор ЗАО "Инвестиционная компания «Тройка-Диалог»;
- Светлана Ганеева, директор департамента инвестиционной политики Министерства экономического развития и торговли;
- Сергей Гуриев, ректор Российской экономической школы;
- Геннадий Камышников, партнер департамента «Налоги и право» компании «Дэлойт энд Туш»;
- Анатолий Карачинский, президент группы компаний IBS;
- Надежда Косарева, президент фонда «Институт экономики города»;
- Сергей Шаталов, статс-секретарь, заместитель министра финансов.

## IV ПЭФ (2008 год)
Четвёртый Пермский экономический форум состоялся в 2008 году и был посвящён теме «Новые метрополии: города, которые выбирают». Обсуждался вопрос конкуренции городов за жителей. Было выделено пять ключевых факторов успеха: градостроительство, образование, здравоохранение, культура, безопасность. Модератором форума выступил журналист Владимир Соловьев.
Основные докладчики:
- Никита Белых, лидер «Союза правых сил», бывший вице-губернатор Пермского края;
- Бертран де Спевиль, эксперт Совета Европы по борьбе с коррупцией;
- Вячеслав Глазычев, президент Национальной академии дизайна;
- Михаил Дмитриев, президент фонда «Центр стратегических разработок»;
- Наталья Зубаревич, директор региональной программы Независимого института социальной политики;
- Аркадий Кац, глава администрации города Перми;
- Симон Кордонский, профессор Высшей школы экономики;
- Ярослав Кузьминов, ректор Высшей школы экономики;
- Яна Палоярви, заместитель министра образования Финляндии.

## V ПЭФ (2009 год)

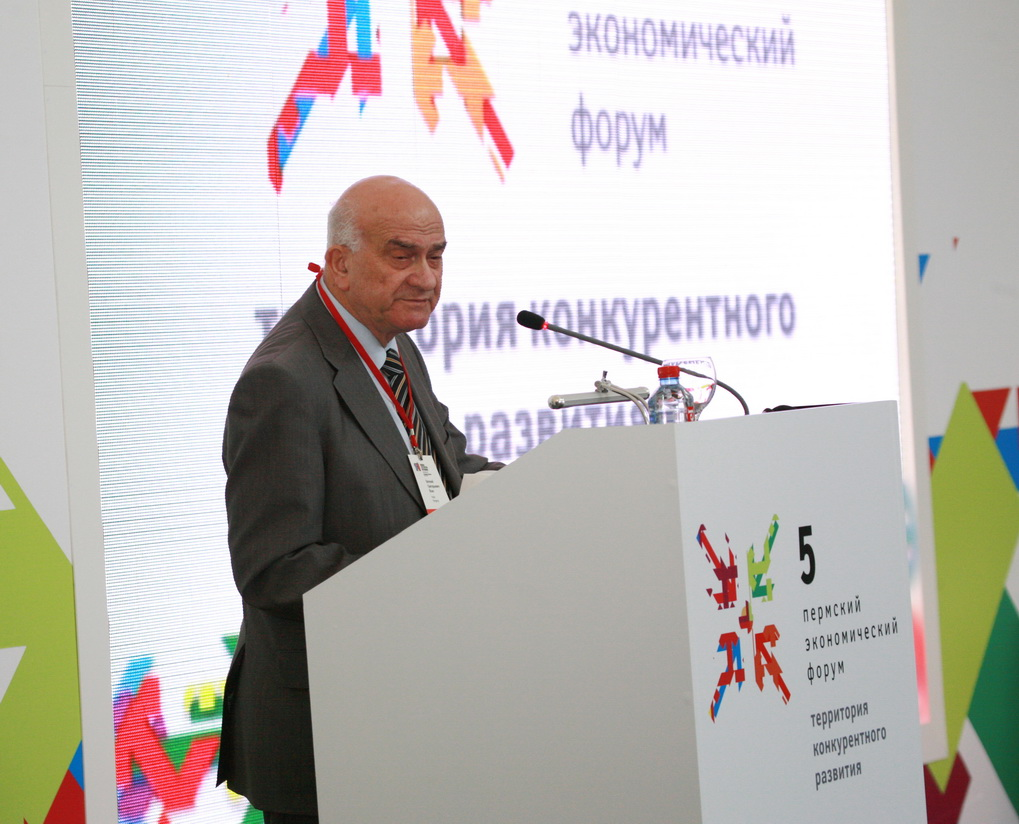
Евгений Ясин, научный руководитель ВШЭ

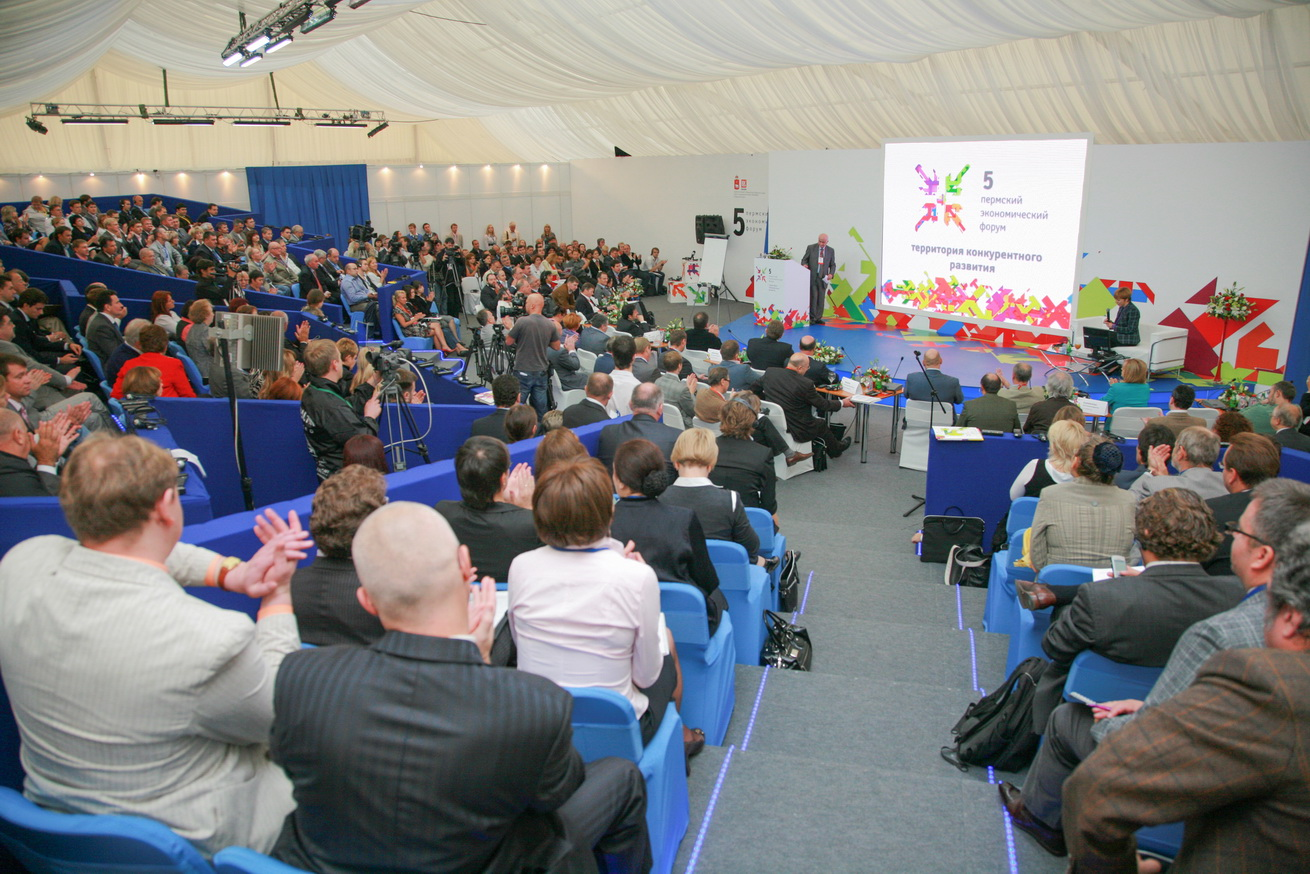
Пленарное заседание

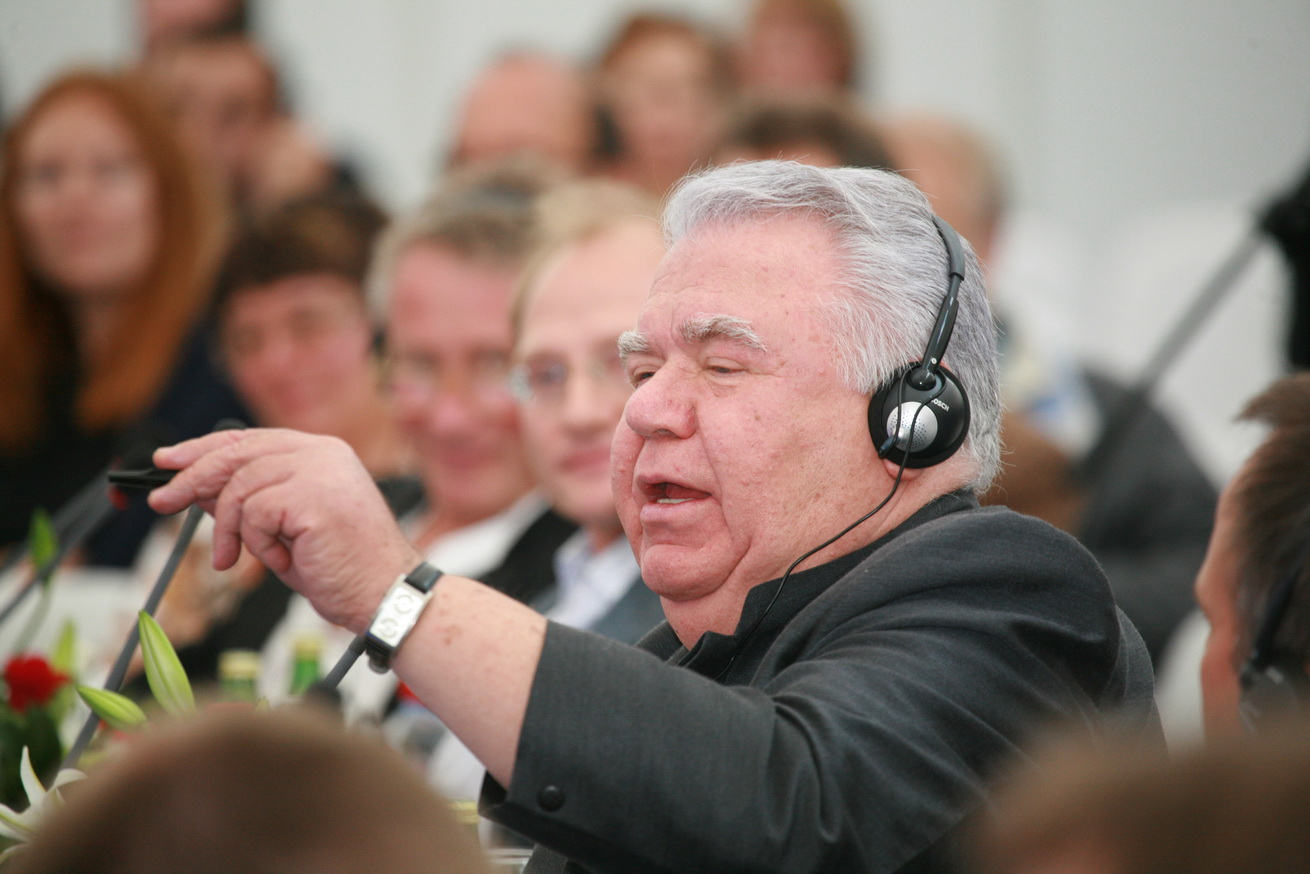
Жайме Лернер, мэр бразильского города Куритибы

Пятый Пермский экономический форум состоялся в 2009 году и был посвящён теме «Территория конкурентного развития». Пленарные сессии «Кризис нерыночной экономики» и «Реформы в городском хозяйстве: где заканчивается муниципалитет?», круглый стол «Роль бизнеса и государства в экономических реформах», презентация молодёжной секции «Город Next — видение молодых», дискуссионная площадка «Урбанистика больших городов: презентация мастер-плана Перми». Модератором пленарной сессии выступила Марианна Максимовская . Основные докладчики:
- Александр Аузан, д.э.н., профессор МГУ им. М. В. Ломоносова, президент Ассоциации независимых центров экономического анализа[25];
- Чорчинг Го, старший экономист по Европе и Центральной Азии Всемирного Банка;
- Александр Гордон, телеведущий, актёр, режиссёр;
- Владимир Мау, ректор АНХ при Правительстве РФ;
- Евгений Ясин, научный руководитель Высшей школы экономики[26];
- Жайме Лернер, экс-губернатор бразильского города Куритиба;
- Александр Мамут, российский бизнесмен и меценат;
- Артемий Лебедев, дизайнер;
- Александр Архангельский, телеведущий;
- Дэвид Барри, британский журналист и продюсер;
- Андрей Хусид, исполнительный директор Пермского регионального отделения «Деловой России»[27].

## VI ПЭФ (2010 год)

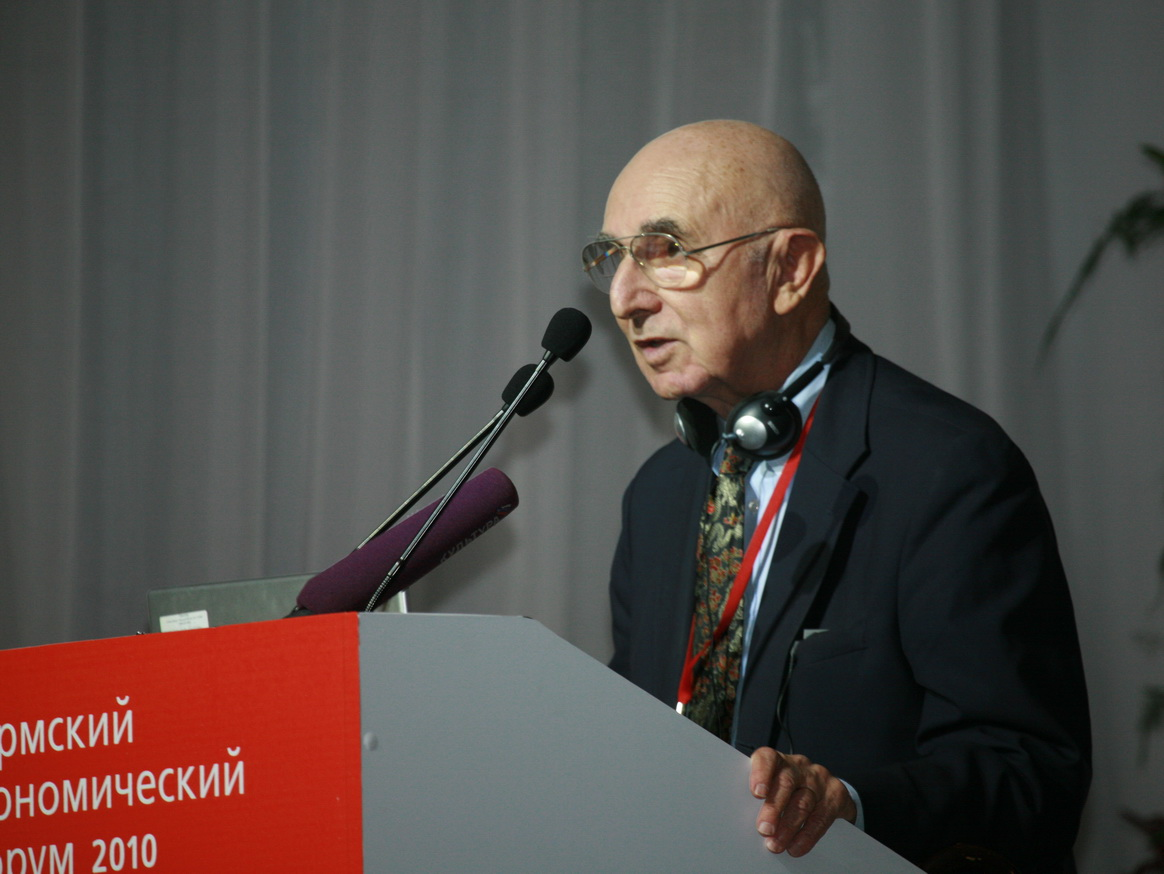
Харрисон Лоуренс, автор книги «Кто выживает»

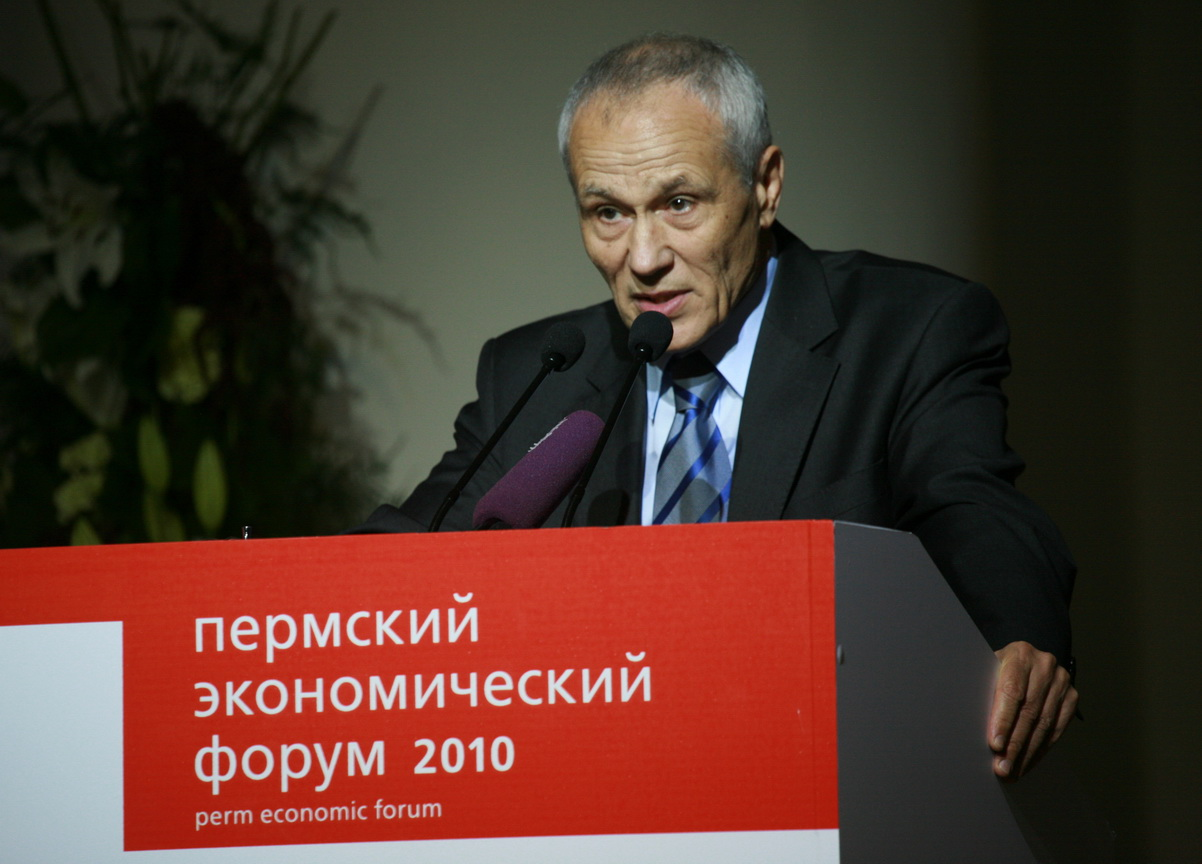
Георгий Рапота, полномочный представитель Президента в Поволжком федеральном округе

Шестой Пермский экономический форум состоялся в 2010 году и был посвящён теме «Новая экономика и культурная политика». Форум послужил отправной точкой проекта «Пермь — культурная столица Европы». Модераторы: Эдуард Бояков, Александр Любимов. Основные докладчики:
- Мигель Басаньес, профессор Лондонской школы экономики, экс-президент Всемирной ассоциации исследований общественного мнения WAPOR, Великобритания;
- Джоан Шефф Бернстайн, профессор, соавтор Филипа Котлера по книге «Все билеты проданы. Стратегии маркетинга исполнительских искусств», США;
- Рубен Варданян, президент Московской школы управления «Сколково»;
- Даниил Дондурей, социолог культуры;
- Сергей Капица, ученый, телеведущий;
- Александр Мамут, предприниматель;
- Драган Клаич, экс-президент Фонда «Европейское наследие», автор доклада для Еврокомиссии «Европа как культурный проект», Нидерланды;
- Ярослав Кузьминов, создатель и ректор Государственного университета — Высшей школы экономики;
- Олег Кулик, художник;
- Борис Мильграм, министр культуры Пермского края;
- Валерий Фадеев, главный редактор журнала «Эксперт»;
- Дэннис Франкман, руководитель департамента городского планирования Массачусетского технологического университета, США;
- Лоуренс Харрисон, профессор, директор Института культурных преобразований Университета Тафта, США;
- Мартин Хеллер, руководитель проекта «Линц — Культурная столица Европы-2009», Швейцария;
- Анатолий Чубайс, генеральный директор госкорпорации «Роснано»[39];
- Рис Шонфельд, тележурналист, соучредитель и первый президент CNN, США;
- Евгений Ясин, научный руководитель Государственного университета — Высшей школы экономики[40].

## VII ПЭФ (2011 год)
Седьмой Пермский экономический форум состоялся в 2011 году и был посвящён теме «Россия 1990—2000 — 2010. Как развиваться дальше?».  Основная тема форума — новый формат общественного договора. 
Темы пленарных заседаний:
- Россия 1990-2000. «Культура Один. Революционный тренд»:
- Россия 2000-2010. «Культура Два. Стабилизационный тренд»;
- Россия 2010-2020. «Культура Три. Как развиваться дальше?».
Модераторы: Сергей Алексашенко, Александр Любимов. 
Основные докладчики:
- Синтия Буто, президент Collaborative Innovation Group, партнер Russia Innovation Collaborative (США);
- Эдуард Фияксель, президент НП "Ассоциация бизнес-ангелов "Стартовые инвестиции";
- Михаил Федотов, советник президента РФ по развитию гражданского общества;
- Светлана Маковецкая, директор Центра гражданского анализа и независимых исследований в Перми;
- Владимир Паперный, искусствовед, культуролог, автор книги «Культура Два»;
- Пьер Жан Эверат, профессор, экс-губернатор Всемирного экономического форума (Давос, Швейцария), экс-президент Philips Electronics (США)[47].

## VIII ПЭФ (2012 год)
Восьмой и последний Пермский экономический форум состоялся в 2012 году и был посвящён теме «Человек. Общество. Страна». Основные докладчики:
- Алексей Кара-Мурза, президент Национального фонда «Русское либеральное наследие». Доклад «Понятие „личной годности“ в современном контексте развития личности»;
- Александр Аузан, руководитель консультативной рабочей группы Комиссии при Президенте Российской Федерации по модернизации и технологическому развитию экономики России, президент Института национального проекта «Общественный договор». Доклад «Пермский договор: перезагрузка»;
- Владимир Паперный, искусствовед, культуролог, автор книги «Культура Два» (НЛО, 1996 и 2006 гг.). Модератор делового завтрака: «Люди, которые пишут книги»;
- Сергей Алексашенко, директор по макроэкономическим исследованиям Национального исследовательского университета «Высшая школа экономики». Модератор пленарного заседания «Открытое правительство: новый курс»;
- Ирина Стародубровская, руководитель научного направления «Политическая экономия и региональное развитие» Института экономической политики имени Е. Т. Гайдара. Модератор дискуссии «Региональная политика и децентрализация полномочий в сфере государственного управления»;
- Роберт Неф, председатель совета директоров Liberales Institut. Лекция специального гостя: «Централизация. Децентрализация? Нонцентрализм!».

## Причины закрытия
По мнению губернатора Пермского края Виктора Басаргина, назначенного решением президента в 2012 году, площадки для проведения подобных мероприятий определены на федеральном уровне. Нести расходы на проведение форума нецелесообразно. .

## Публикации по итогам форумов
- Приложение:  Пермский Экономический форум // Коммерсант : газета. — 2010. — 14 сентябрь (№ 169).
- Цикл статей «Пермский договор» // Ведомости : газета. — 2011. — Август.
- Пермский край территория конкурентного развития // Высшая школа экономики : учебное пособие. — 2011.